# The Masters 2022 (snooker)
Il Masters 2022 è stato il decimo evento professionistico della stagione 2021-2022 di snooker, il secondo Non-Ranking, e la 48ª edizione di questo torneo, che si è disputato dal 9 al 16 gennaio 2022, presso l'Alexandra Palace di Londra, in Inghilterra.
È stato il secondo evento stagionale Tripla corona dello snooker.
Il torneo è stato vinto da Neil Robertson, il quale ha battuto in finale Barry Hawkins per 10-4. L'australiano si è aggiudicato così il suo secondo Masters, dopo il trionfo del 2012, eguagliando a questa quota Alex Higgins, John Higgins e Mark Williams, il suo settimo titolo Non-Ranking, il primo dal Champion of Champions 2019, e il suo sesto torneo della Tripla Corona, in carriera.
Robertson ha disputato la sua quarta finale in questo torneo, dopo il successo del 2012 ai danni di Shaun Murphy e le sconfitte del 2013 contro Mark Selby e del 2015 contro Shaun Murphy, e la sua terza finale in stagione, dopo il successo all'English Open ai danni di John Higgins e la sconfitta al World Grand Prix (evento precedente a questo) contro Ronnie O'Sullivan.
Hawkins ha disputato la sua seconda finale in questo torneo, dopo la sconfitta del 2016 contro Ronnie O'Sullivan, e la sua prima finale in un torneo professionistico dal Paul Hunter Classic 2019, vinta contro Kyren Wilson.
Robertson e Hawkins non si sfidavano in uno scontro diretto dagli ottavi di finale dell'English Open 2020, in cui a trionfare era stato l'australiano per 4-2. Si tratta della prima finale giocata tra i due.
Il campione in carica era Yan Bingtao, il quale è stato eliminato agli ottavi di finale da Mark Williams.
Durante il corso del torneo sono stati realizzati 26 century breaks, quattro in meno della precedente edizione.

## Montepremi
- Vincitore: £250000
- Finalista: £100000
- Semifinalisti: £60000
- Quarti di finale: £30000
- Sedicesimi di finale: £15000
- Miglior break: £15000
- Totale: £725000

## Panoramica

### Aspetti tecnici
Dopo aver disputato l'edizione 2021 alla Marshall Arena di Milton Keynes, in quanto unica bolla in grado di ospitare tutto lo staff necessario per i tornei, compresi i giocatori – svolgendo, dunque, per la prima volta questa competizione lontano da Londra, nella sua storia – il torneo si svolge alla Alexandra Palace di Londra, sede abituale dell'evento dal 2012 al 2020.

### Aspetti sportivi
Viene confermato per intero il montepremi delle precedenti due edizioni.
Il 17 giugno 2021 l'azienda rivenditrice di auto online Cazoo comunica di essersi accordata con la Matchroom – principale azionista del World Snooker Tour – per sponsorizzare il Champion of Champions, lo UK Championship e il Masters, oltre che il World Grand Prix, il Players Championship e il Tour Championship – facenti già parte della Cazoo Series – nella stagione 2021-2022.
Il vincitore del torneo ha il diritto di partecipare al Champion of Champions 2022.

## Copertura
Le seguenti emittenti e piattaforme streaming hanno trasmesso il Masters 2022.
| Copertura              | Paese/Continente             |
| ---------------------- | ---------------------------- |
| BBC                    | Regno Unito                  |
| Eurosport              | Regno Unito ed Europa        |
| Superstar Online       | Cina                         |
| Kuaishou               | Cina                         |
| Migu                   | Cina                         |
| Youku                  | Cina                         |
| Zhibo.tv               | Cina                         |
| Huya.com               | Cina                         |
| CCTV-5                 | Cina e Macao                 |
| DAZN                   | Canada, Stati Uniti, Brasile |
| Now TV                 | Hong Kong                    |
| Astrosport             | Malaysia e Brunei            |
| Sky Sports             | Nuova Zelanda                |
| Sport Cast             | Taiwan                       |
| True Vision            | Thailandia                   |
| Premier Sports Network | Filippine                    |
| Matchroom.Live         | Resto del mondo              |

## Partecipanti
Primi 16 giocatori della classifica mondiale, aggiornata a seguito dello UK Championship 2021.
La testa di serie numero 1 è Yan Bingtao, in quanto detentore del titolo, mentre la testa di serie numero 2 è Mark Selby, in quanto campione del mondo in carica.
| Tds | Giocatore         | Precedenti partecipazioni |
| --- | ----------------- | --- |
| 1   | Yan Bingtao       | 1 (2021) |
| 2   | Mark Selby        | 14 (2008, 2009, 2010, 2011, 2012, 2013, 2014, 2015, 2016, 2017, 2018, 2019, 2020, 2021)                                                                               |
| 3   | Judd Trump        | 10 (2009, 2012, 2013, 2014, 2015, 2016, 2017, 2018, 2019, 2020) |
| 4   | Ronnie O'Sullivan | 26 (1994, 1995, 1996, 1997, 1998, 1999, 2000, 2001, 2002, 2003, 2004, 2005, 2006, 2007, 2008, 2009, 2010, 2011, 2012, 2014, 2015, 2016, 2017, 2018, 2019, 2021)       |
| 5   | Neil Robertson    | 15 (2004, 2007, 2008, 2009, 2010, 2011, 2012, 2013, 2014, 2015, 2016, 2017, 2019, 2020, 2021)                                                                         |
| 6   | Kyren Wilson      | 5 (2017, 2018, 2019, 2020, 2021) |
| 7   | Shaun Murphy      | 17 (2001, 2006, 2007, 2008, 2009, 2010, 2011, 2012, 2013, 2014, 2015, 2016, 2017, 2018, 2019, 2020, 2021)                                                             |
| 8   | John Higgins      | 27 (1995, 1996, 1997, 1998, 1999, 2000, 2001, 2002, 2003, 2004, 2005, 2006, 2007, 2008, 2009, 2010, 2011, 2012, 2013, 2014, 2015, 2016, 2017, 2018, 2019, 2020, 2021) |
| 9   | Mark Williams     | 23 (1995, 1997, 1998, 1999, 2000, 2001, 2002, 2003, 2004, 2005, 2006, 2007, 2008, 2010, 2011, 2012, 2013, 2016, 2017, 2018, 2019, 2020, 2021)                         |
| 10  | Zhao Xintong      | 0 |
| 11  | Barry Hawkins     | 10 (2007, 2008, 2013, 2014, 2015, 2016, 2017, 2018, 2019, 2020) |
| 12  | Mark Allen        | 13 (2009, 2010, 2011, 2012, 2013, 2014, 2015, 2016, 2017, 2018, 2019, 2020, 2021)                                                                                     |
| 13  | Stephen Maguire   | 15 (2005, 2006, 2007, 2008, 2009, 2010, 2011, 2012, 2013, 2014, 2015, 2016, 2019, 2020, 2021)                                                                         |
| 14  | Jack Lisowski     | 2 (2019, 2020) |
| 15  | Stuart Bingham    | 11 (2006, 2007, 2012, 2013, 2014, 2015, 2016, 2017, 2019, 2020, 2021)                                                                                                 |
| 16  | Anthony McGill    | 1 (2018) |

Nota bene: nella sezione "precedenti partecipazioni", le date in grassetto indicano che il giocatore ha vinto quella edizione del torneo.

## Tabellone
|  | Ottavi di finale Al meglio degli 11 frames | Ottavi di finale Al meglio degli 11 frames | Ottavi di finale Al meglio degli 11 frames |                   |    | Quarti di finale Al meglio degli 11 frames | Quarti di finale Al meglio degli 11 frames | Quarti di finale Al meglio degli 11 frames |  |  | Semifinali Al meglio degli 11 frames | Semifinali Al meglio degli 11 frames | Semifinali Al meglio degli 11 frames |  |  | Finale Al meglio dei 19 frames | Finale Al meglio dei 19 frames | Finale Al meglio dei 19 frames |  |
|  |                                            |                                            |                                            |                   |    |                                            |                                            |                                            |  |  |                                      |                                      |                                      |  |  |                                |                                |                                |  |
|  | 1                                          | Yan Bingtao                                | 4                                          |                   |    |                                            |                                            |                                            |  |  |                                      |                                      |                                      |  |  |                                |                                |                                |  |
|  | 1                                          | Yan Bingtao                                | 4                                          |                   |    |                                            |                                            |                                            |  |  |                                      |                                      |                                      |  |  |                                |                                |                                |  |
|  | 9                                          | Mark Williams                              | 6                                          |                   |    |                                            |                                            |                                            |  |  |                                      |                                      |                                      |  |  |                                |                                |                                |  |
|  | 9                                          | Mark Williams                              | 6                                          |                   | 9  | Mark Williams                              | 6                                          |                                            |  |  |                                      |                                      |                                      |  |  |                                |                                |                                |  |
|  |                                            |                                            |                                            |                   | 9  | Mark Williams                              | 6                                          |                                            |  |  |                                      |                                      |                                      |  |  |                                |                                |                                |  |
|  |                                            |                                            | 8                                          | John Higgins      | 5  |                                            |                                            |                                            |  |  |                                      |                                      |                                      |  |  |                                |                                |                                |  |
|  | 8                                          | John Higgins                               | 8                                          | John Higgins      | 5  | 6                                          |                                            |                                            |  |  |                                      |                                      |                                      |  |  |                                |                                |                                |  |
|  | 8                                          | John Higgins                               |                                            |                   |    |                                            |                                            |                                            |  |  |                                      |                                      |                                      |  |  |                                |                                |                                |  |
|  | 10                                         | Zhao Xintong                               | 2                                          |                   |    |                                            |                                            |                                            |  |  |                                      |                                      |                                      |  |  |                                |                                |                                |  |
|  | 10                                         | Zhao Xintong                               | 2                                          |                   | 9  | Mark Williams                              | 5                                          |                                            |  |  |                                      |                                      |                                      |  |  |                                |                                |                                |  |
|  |                                            |                                            |                                            |                   |    |                                            |                                            |                                            |  |  |                                      |                                      |                                      |  |  |                                |                                |                                |  |
|  |                                            |                                            | 5                                          | Neil Robertson    | 6  |                                            |                                            |                                            |  |  |                                      |                                      |                                      |  |  |                                |                                |                                |  |
|  | 5                                          | Neil Robertson                             | 5                                          | Neil Robertson    | 6  | 6                                          |                                            |                                            |  |  |                                      |                                      |                                      |  |  |                                |                                |                                |  |
|  | 5                                          | Neil Robertson                             |                                            |                   |    |                                            |                                            |                                            |  |  |                                      |                                      |                                      |  |  |                                |                                |                                |  |
|  | 16                                         | Anthony McGill                             | 3                                          |                   |    |                                            |                                            |                                            |  |  |                                      |                                      |                                      |  |  |                                |                                |                                |  |
|  | 16                                         | Anthony McGill                             | 3                                          |                   | 5  | Neil Robertson                             | 6                                          |                                            |  |  |                                      |                                      |                                      |  |  |                                |                                |                                |  |
|  |                                            |                                            |                                            |                   | 5  | Neil Robertson                             | 6                                          |                                            |  |  |                                      |                                      |                                      |  |  |                                |                                |                                |  |
|  |                                            |                                            | 4                                          | Ronnie O'Sullivan | 4  |                                            |                                            |                                            |  |  |                                      |                                      |                                      |  |  |                                |                                |                                |  |
|  | 4                                          | Ronnie O'Sullivan                          | 4                                          | Ronnie O'Sullivan | 4  | 6                                          |                                            |                                            |  |  |                                      |                                      |                                      |  |  |                                |                                |                                |  |
|  | 4                                          | Ronnie O'Sullivan                          |                                            |                   |    |                                            |                                            |                                            |  |  |                                      |                                      |                                      |  |  |                                |                                |                                |  |
|  | 14                                         | Jack Lisowski                              | 1                                          |                   |    |                                            |                                            |                                            |  |  |                                      |                                      |                                      |  |  |                                |                                |                                |  |
|  | 14                                         | Jack Lisowski                              | 1                                          |                   | 5  | Neil Robertson                             | 10                                         |                                            |  |  |                                      |                                      |                                      |  |  |                                |                                |                                |  |
|  |                                            |                                            |                                            |                   |    |                                            |                                            |                                            |  |  |                                      |                                      |                                      |  |  |                                |                                |                                |  |
|  |                                            |                                            | 11                                         | Barry Hawkins     | 4  |                                            |                                            |                                            |  |  |                                      |                                      |                                      |  |  |                                |                                |                                |  |
|  | 3                                          | Judd Trump                                 | 11                                         | Barry Hawkins     | 4  | 6                                          |                                            |                                            |  |  |                                      |                                      |                                      |  |  |                                |                                |                                |  |
|  | 3                                          | Judd Trump                                 |                                            |                   |    |                                            |                                            |                                            |  |  |                                      |                                      |                                      |  |  |                                |                                |                                |  |
|  | 12                                         | Mark Allen                                 | 5                                          |                   |    |                                            |                                            |                                            |  |  |                                      |                                      |                                      |  |  |                                |                                |                                |  |
|  | 12                                         | Mark Allen                                 | 5                                          |                   | 3  | Judd Trump                                 | 6                                          |                                            |  |  |                                      |                                      |                                      |  |  |                                |                                |                                |  |
|  |                                            |                                            |                                            |                   | 3  | Judd Trump                                 | 6                                          |                                            |  |  |                                      |                                      |                                      |  |  |                                |                                |                                |  |
|  |                                            |                                            | 6                                          | Kyren Wilson      | 1  |                                            |                                            |                                            |  |  |                                      |                                      |                                      |  |  |                                |                                |                                |  |
|  | 6                                          | Kyren Wilson                               | 6                                          | Kyren Wilson      | 1  | 6                                          |                                            |                                            |  |  |                                      |                                      |                                      |  |  |                                |                                |                                |  |
|  | 6                                          | Kyren Wilson                               |                                            |                   |    |                                            |                                            |                                            |  |  |                                      |                                      |                                      |  |  |                                |                                |                                |  |
|  | 15                                         | Stuart Bingham                             | 5                                          |                   |    |                                            |                                            |                                            |  |  |                                      |                                      |                                      |  |  |                                |                                |                                |  |
|  | 15                                         | Stuart Bingham                             | 5                                          |                   | 3  | Judd Trump                                 | 5                                          |                                            |  |  |                                      |                                      |                                      |  |  |                                |                                |                                |  |
|  |                                            |                                            |                                            |                   |    |                                            |                                            |                                            |  |  |                                      |                                      |                                      |  |  |                                |                                |                                |  |
|  |                                            |                                            | 11                                         | Barry Hawkins     | 6  |                                            |                                            |                                            |  |  |                                      |                                      |                                      |  |  |                                |                                |                                |  |
|  | 7                                          | Shaun Murphy                               | 11                                         | Barry Hawkins     | 6  | 2                                          |                                            |                                            |  |  |                                      |                                      |                                      |  |  |                                |                                |                                |  |
|  | 7                                          | Shaun Murphy                               |                                            |                   |    |                                            |                                            |                                            |  |  |                                      |                                      |                                      |  |  |                                |                                |                                |  |
|  | 11                                         | Barry Hawkins                              | 6                                          |                   |    |                                            |                                            |                                            |  |  |                                      |                                      |                                      |  |  |                                |                                |                                |  |
|  | 11                                         | Barry Hawkins                              | 6                                          |                   | 11 | Barry Hawkins                              | 6                                          |                                            |  |  |                                      |                                      |                                      |  |  |                                |                                |                                |  |
|  |                                            |                                            |                                            |                   | 11 | Barry Hawkins                              | 6                                          |                                            |  |  |                                      |                                      |                                      |  |  |                                |                                |                                |  |
|  |                                            |                                            | 2                                          | Mark Selby        | 1  |                                            |                                            |                                            |  |  |                                      |                                      |                                      |  |  |                                |                                |                                |  |
|  | 2                                          | Mark Selby                                 | 2                                          | Mark Selby        | 1  | 6                                          |                                            |                                            |  |  |                                      |                                      |                                      |  |  |                                |                                |                                |  |
|  | 2                                          | Mark Selby                                 |                                            |                   |    |                                            |                                            |                                            |  |  |                                      |                                      |                                      |  |  |                                |                                |                                |  |
|  | 13                                         | Stephen Maguire                            | 3                                          |                   |    |                                            |                                            |                                            |  |  |                                      |                                      |                                      |  |  |                                |                                |                                |  |

| Finale (Al meglio dei 19 frames) Alexandra Palace, Londra, 16 gennaio 2022. Arbitro: Desislava Bozhilova                         | | |
| Neil Robertson (5) | 10–4 | Barry Hawkins (11) |
| Prima sessione: 30–60, 112–7, 105–0, 20–65, 77–67, 108–16, 33–67, 73–16 Seconda sessione: 76–4, 14–74, 72–0, 62–16, 114–11, 77–0 | Miglior break (Robertson): 114 Century breaks (Robertson): 2 Miglior break (Hawkins): 69 Century breaks (Hawkins): 0 | Prima sessione: 30–60, 112–7, 105–0, 20–65, 77–67, 108–16, 33–67, 73–16 Seconda sessione: 76–4, 14–74, 72–0, 62–16, 114–11, 77–0 |
| Neil Robertson vince il Cazoo Masters 2022                                                                                       | | |

## Century breaks
Durante il corso del torneo sono stati realizzati 26 century breaks.
| N° | Giocatore         | Century breaks | Miglior break |
| -- | ----------------- | -------------- | ------------- |
| 1  | Neil Robertson    | 6              | 130           |
| 2  | John Higgins      | 4              | 127           |
| 3  | Judd Trump        | 3              | 135           |
| =  | Ronnie O'Sullivan | 3              | 127           |
| 5  | Stuart Bingham    | 2              | 139           |
| =  | Barry Hawkins     | 2              | 124           |
| =  | Mark Williams     | 2              | 116           |
| 8  | Zhao Xintong      | 1              | 128           |
| =  | Yan Bingtao       | 1              | 122           |
| =  | Anthony McGill    | 1              | 115           |
| =  | Jack Lisowski     | 1              | 104           |